# Куба Максим Володимирович
Максим Володимирович Куба (нар. 5 липня 1991, Біла Церква, Київська область, УРСР) — український футболіст, півзахисник клубу «Дружба».

## Життєпис
Вихованець футбольної школи БВУФК (Бровари), кольори якої захищав у юнацьких чемпіонатах Україним (ДЮФЛ). Дорослу футбольну кар'єру розпочав 2009 року в аматорському клубі «ДЮСШ-Зеніт» (Боярка) На початку 2010 року став гравцем вінницької «Ниви». Під час зимової перерви сезону 2011/12 років виїхав до Молдови, де підсилив склад «Олімпії» (Бєльці). В Молдові виступав рік, після чого залишив клуб. Влітку 2013 року прийняв запрошення приєднатися до «Арсеналу-Київщини» (Біла Церква). З 2016 по 2018 рік виступав за «Джуніорс» (Шпитьки) в чемпіонаті Київської області. З 2019 року виступав на аматорському рівні за футзальний клуб «Хронометрист». 10 лютого 2020 року підписав контракт з представником Першої ліги Вірменії ФК «Діліжан».

## Досягнення
«Джуніорс» (Шпитьки)
- Чемпіонат Київської області
  -  Чемпіон (1): 2016
  -  Срібний призер (1): 2017

- Кубок Київської області
  -  Фіналіст (1): 2016